# TRAPPIST-1
TRAPPIST-1 (также 2MASS J23062928-0502285 или EPIC 246199087) — одиночная звезда, обладающая системой планет, 3 из которых находятся в зоне обитаемости. Находится в созвездии Водолея на расстоянии 39,5 св. года от Солнца. Планетная система была открыта в 2016—2017 годах.

## Характеристики
| Юпитер | TRAPPIST-1      |
| ------ | --------------- |
| Юпитер | {{{exoplanet}}} |

Trappist-1 является красным карликом спектрального класса M8 V. Видимая звёздная величина TRAPPIST-1 mV = 18,80m, при этом в красном и инфракрасном свете она значительно ярче: в фильтре R её блеск равен 16,47m, в J — 11,35m, в K — 10,30m. Радиус звезды составляет 12,1 % радиуса Солнца, что немногим больше радиуса Юпитера. При этом её масса равна 0,080 ± 0,007 массы Солнца, или ~84 массам Юпитера. Средняя плотность звезды, определённая по транзитам планет, в 49,3+4,1
−8,3 раза превосходит среднюю плотность Солнца. Поверхностная температура оценивается в 2559 ± 50 К. Её светимость примерно в 1900 раз меньше светимости Солнца. До наблюдений телескопом «Кеплер» считалось, что период вращения составляет 1,40 ± 0,05 суток, однако новые данные указывают на 3,295 ± 0,003 суток. Активность звезды оказалась умеренной, частота вспышек с мощностью выше 1 % от средней светимости в 30 раз меньше, чем у звёзд классов M6-M9. По этим, а также по ряду других данных был заново оценён возраст звезды; теперь считается, что он равен 7,6 ± 2,2 млрд. лет. До этого было известно только то, что TRAPPIST-1 старше 500 миллионов лет.
Звезда обладает довольно высоким собственным движением, перемещаясь по небесной сфере на 1,04 угловой секунды в год. Её лучевая скорость составляет −56,3 ± 0,3 км/с, звезда приближается к Солнцу.

## Планетная система

### История открытия
В мае 2016 года группа астрономов из Бельгии и США, во главе с Микаэлем Жийоном (фр. Michaël Gillon), объявила об открытии трёх транзитных планет в системе тусклого холодного красного карлика 2MASS J23062928-0502285 с помощью роботизированного 0,6-метрового телескопа TRAPPIST, расположенного в обсерватории ESO Ла-Силья в Чили. Результаты исследования были опубликованы в журнале Nature. Планеты получили обозначения TRAPPIST-1 b, TRAPPIST-1 c и TRAPPIST-1 d, в порядке удалённости от звезды. Однако при последующих наблюдениях было установлено, что первоначальное наблюдение третьей планеты, TRAPPIST-1 d, было ошибочным — её предполагавшийся транзит в действительности был совпадением прохождений по диску звезды других, на тот момент ещё неизвестных планет системы. Более тщательные наблюдения системы позволили обнаружить настоящую третью планету вместе с ещё четырьмя транзитными землеподобными планетами (e, f, g и h), параметры которых были представлены на пресс-конференции НАСА 22 февраля 2017 года и одновременно опубликованы в журнале Nature. Эти дополнительные наблюдения были выполнены с помощью нескольких наземных телескопов и космического телескопа «Спитцер», измерявшего блеск звезды в течение почти 20 суток в сентябре 2016 года. Таким образом, общее число планет в системе достигло семи, при этом период обращения TRAPPIST-1h не был точно измерен «Спитцером», так как планета наблюдалась всего 1 раз. Но телескоп «Кеплер» в рамках миссии K2 наблюдал за изменениями яркости TRAPPIST-1 в двенадцатой области с 15 декабря 2015 по 4 марта 2017, соответственно, смог засечь больше транзитов и определить точный период обращения седьмой планеты. Месяц спустя, 13 апреля, используя эти же данные, были уточнены параметры всех планет в системе.

### Параметры
Семь открытых экзопланет системы TRAPPIST-1 близки по размеру к Земле (их радиусы колеблются от 0,71 R⊕ у TRAPPIST-1 h до 1,13 R⊕ у TRAPPIST-1 g), а ориентировочная масса измерена с помощью тайминга транзитов. Периоды обращения вокруг родительской звезды для двух внутренних планет, b и c, составляют 1,51 и 2,42 суток, соответственно. Предполагалось, что обе планеты являются горячими аналогами Венеры. Однако, после измерения массы и плотности планет, оказалось, что аналогом Венеры может являться вторая планета — TRAPPIST-1 c, а первая планета, TRAPPIST-1 b, с большей вероятностью содержит много воды или других летучих веществ в своём составе. Период обращения третьей планеты первоначально определён не был и было предположено, что он лежит в пределах от 4,6 до 72,8 суток. Но, после публикации результатов анализа транзитов планет (сделанных телескопом «Спитцер»), было установлено, что первоначальное отождествление третьей планеты было ошибочным. Открытая в ходе новых наблюдений планета TRAPPIST-1 d обращается за 4,05 суток и имеет радиус 0,77 R⊕. Кроме того, на основе этих данных были открыты новые экзопланеты: TRAPPIST-1 e с орбитальным периодом в 6,1 суток и радиусом 0,92 R⊕; TRAPPIST-1 f с орбитальным периодом в 9,2 суток и радиусом 1,04 R⊕; TRAPPIST-1 g с орбитальным периодом в 12,3 суток и радиусом 1,13 R⊕; а также седьмая по удалению планета — TRAPPIST-1 h. Из-за того, что «Спитцер» смог зафиксировать только один транзит планеты, её параметры вначале не были определены точно (орбитальный период был вычислен по продолжительности транзита и предполагался равным примерно 20 дням, а радиус — 0,75 R⊕). После обработки наблюдений телескопа «Кеплер» стало известно, что на самом деле TRAPPIST-1 h обращается за 18 суток и имеет радиус 0,7 земного. Только месяцем позже стали известны её более точные параметры, а данные остальных планет системы были значительно уточнены. Оказалось, что массы в предыдущем исследовании оказались завышенными. Так, плотность шести планет указывает на наличие заметной доли воды и других летучих веществ в их составе. Четыре крайние планеты, а именно e, f, g и h, могут почти целиком состоять из воды. Только планета TRAPPIST-1 c имеет массу больше ранее предсказанной, и может содержать более 50 % железа в своём составе.
Также исходя из данных Кеплера, энтузиасты из проекта по любительскому поиску экзопланет «Planet Hunters» предположили также наличие ещё одной планеты в системе, с орбитальным периодом в 26,736 суток. Однако это открытие пока не подтверждено в более надёжных источниках.
В следующей таблице показаны значения характеристик планет системы с погрешностями измерений:

### Резонансы
Орбитальные периоды всех известных планет системы кратны друг другу и находятся в резонансе. Это самая длинная цепочка резонансов среди экзопланет. Предполагается, что она возникла из-за взаимодействий, происходящих во время миграции планет из внешних регионов во внутренние после своего формирования в протопланетном диске. Если это так, то повышаются шансы обнаружить на этих планетах значительное количество воды.
Резонансы с первой планетой
|                                | TRAPPIST-1 b | TRAPPIST-1 c | TRAPPIST-1 d | TRAPPIST-1 e | TRAPPIST-1 f | TRAPPIST-1 g | TRAPPIST-1 h |
| ------------------------------ | ------------ | ------------ | ------------ | ------------ | ------------ | ------------ | ------------ |
| Общий резонанс                 | 24/24        | 24/15        | 24/9         | 24/6         | 24/4         | 24/3         | 24/2         |
| Резонанс со следующей планетой | 8/5 (1,603)  | 5/3 (1,672)  | 3/2 (1,506)  | 3/2 (1,509)  | 4/3 (1,342)  | 3/2 (1,519)  | —            |

### Потенциальная обитаемость
Из семи известных на сегодня планет системы три находятся в обитаемой зоне TRAPPIST-1: d, e и f. Согласно измеренной плотности, планета b может либо иметь небольшое ядро, либо, что вероятнее, содержать значительную долю воды или других летучих веществ в своём составе.
Ввиду слишком высокой температуры поверхности первых двух планет (+127°C и +69°C) поддержание воды в жидком виде на них крайне маловероятно. Планета f имеет достаточно низкую плотность и может являться планетой-океаном. По моделям, предложенным в Университете Корнелла, предполагается, что зона обитаемости у TRAPPIST-1 может быть шире, если рассматривать вулканический водород как потенциальный парниковый газ, способствующий повышению климатической температуры. Это значит, что в зону обитаемости могут попадать не три, а четыре планеты. Рентгеновское излучение короны TRAPPIST-1 примерно равно рентгеновскому излучению Проксимы Центавра, а ультрафиолетовое излучение (Серия Лаймана), создаваемое атомами водорода из хромосферного слоя звезды, расположенного под короной, у TRAPPIST-1 оказалось в 6 раз меньше ультрафиолетового излучения Проксимы Центавра. По этой причине две самые близкие к звезде планеты, TRAPPIST-1 b и TRAPPIST-1 c, могли потерять свои атмосферу и гидросферу за время от 1 до 3 миллиардов лет, если их начальные массы похожи на земные. Однако пополнение атмосферного водорода и кислорода может происходить за счёт фотодиссоциации воды, если планеты содержат её много в своём составе.
Температура и инсоляция планет системы TRAPPIST-1
|                              | TRAPPIST-1 b | TRAPPIST-1 c | TRAPPIST-1 d  | TRAPPIST-1 e  | TRAPPIST-1 f  | TRAPPIST-1 g  | TRAPPIST-1 h       |
| ---------------------------- | ------------ | ------------ | ------------- | ------------- | ------------- | ------------- | ------------------ |
| Инсоляция (I⊕)               | 4,25 ± 0,33  | 2,27 ± 0,18  | 1,143 ± 0,088 | 0,662 ± 0,051 | 0,382 ± 0,030 | 0,258 ± 0,020 | 0,131+0,081 −0,067 |
| Равновесная температура (K)  | 400          | 342          | 288           | 251           | 219           | 199           | 167                |
| Равновесная температура (°C) | +127         | +69          | +15           | −22           | −54           | −74           | −106               |

Равновесная температура планет в таблице приведена в предположении нулевого альбедо Бонда (то есть в отсутствие рассеяния падающего света атмосферой) и в отсутствие парникового эффекта атмосферы. Для сравнения, равновесная температура Земли на её орбите вокруг Солнца при тех же предположениях была бы равна 279 К, или +4 °C, Марса — 226 К, или −47 °C.
В ноябре 2017 года считалось, что активность звезды не позволяет её планетам удерживать и формировать атмосферу. Однако, в декабре того же года в одном из исследований было показано, что атмосфера может сохраниться и при такой агрессивной активности звезды, и для системы TRAPPIST-1 планеты g и h могут иметь атмосферу. Предполагается, что разрешить этот вопрос будет возможно посредством непосредственного наблюдения телескопом Джеймса Уэбба в 2021 году.

## Галерея

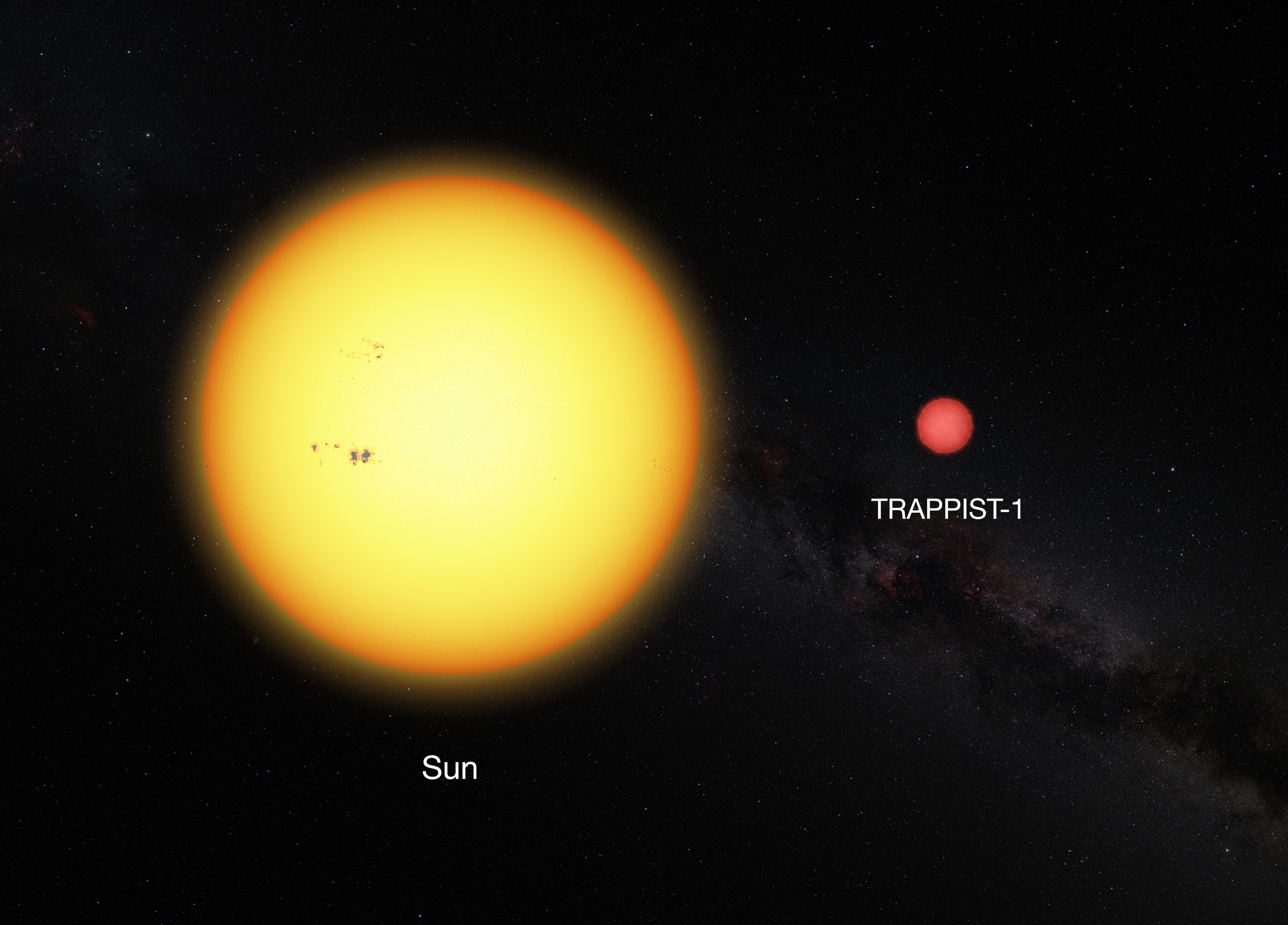
Сравнение размеров Солнца и звезды TRAPPIST-1. Поскольку эффективная температура маленькой звезды намного ниже солнечной, она выглядит более красной.
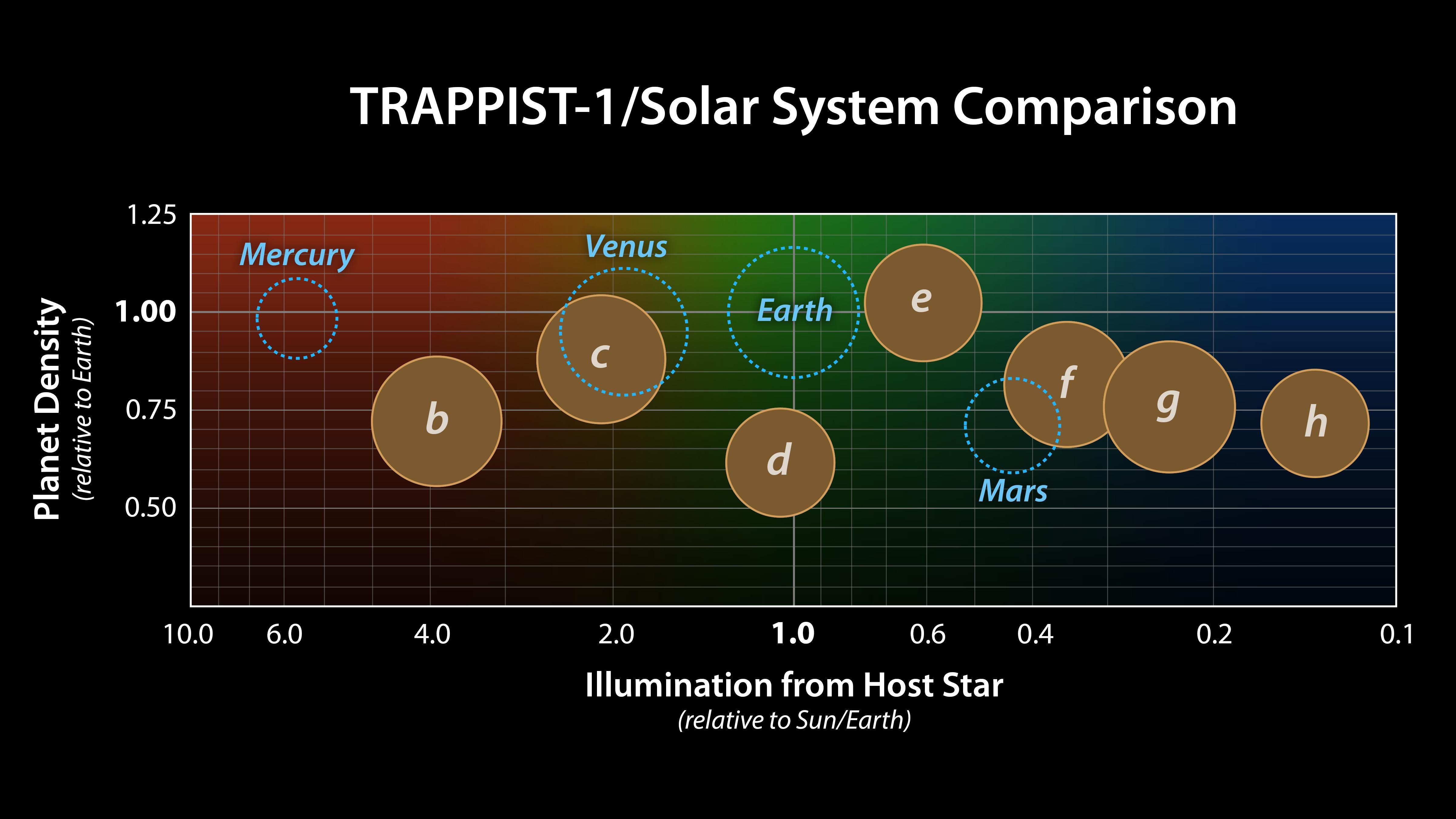
Сравнение размеров, плотности и освещенности планет системы TRAPPIST-1 с планетами Солнечной системы. Зеленым цветом выделена зона обитаемости.

## View From The Telescope

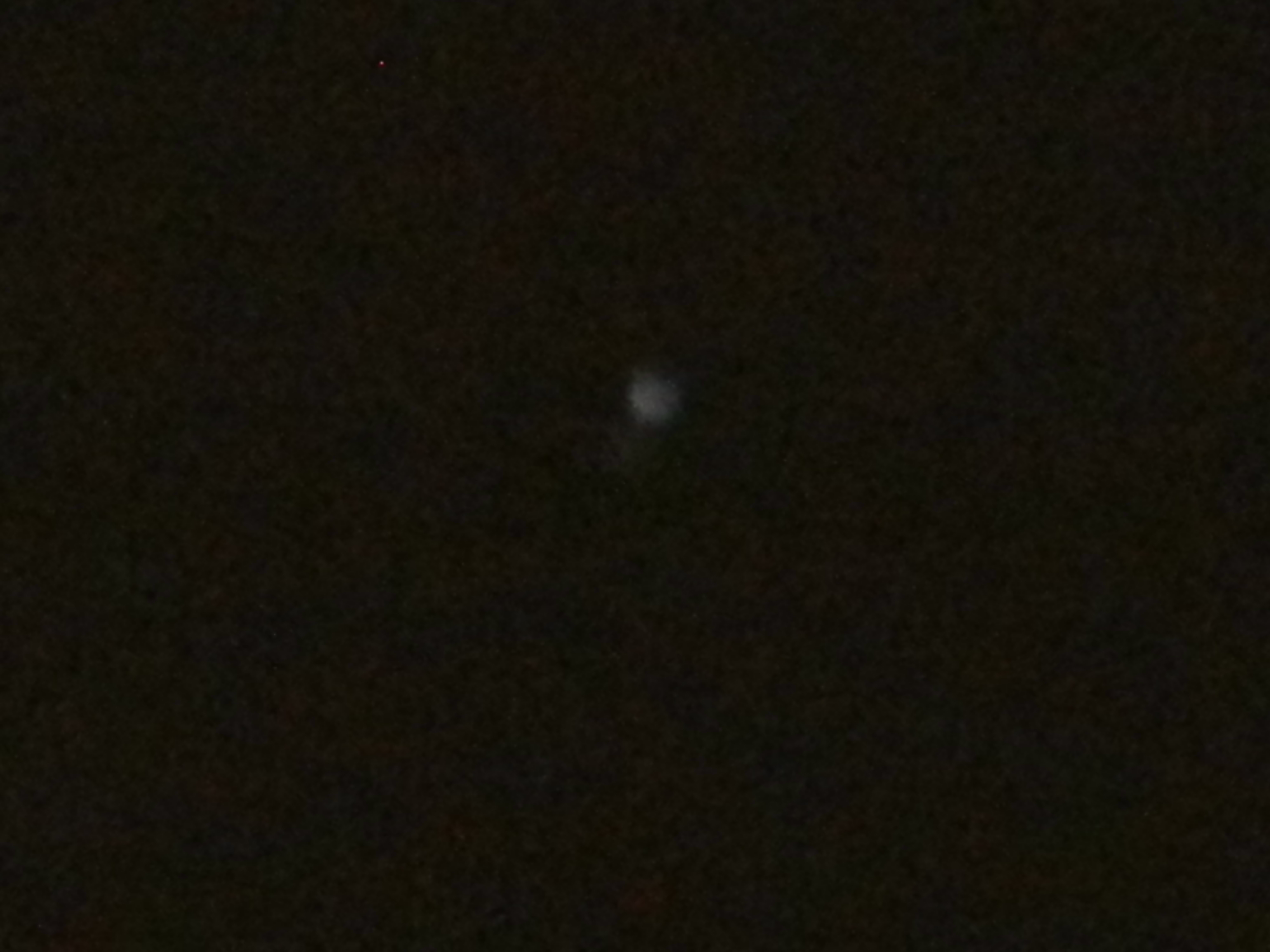

Asteroid and TRAPPIST-1 Into An Amateur Telescope